# Gravitační astronomie

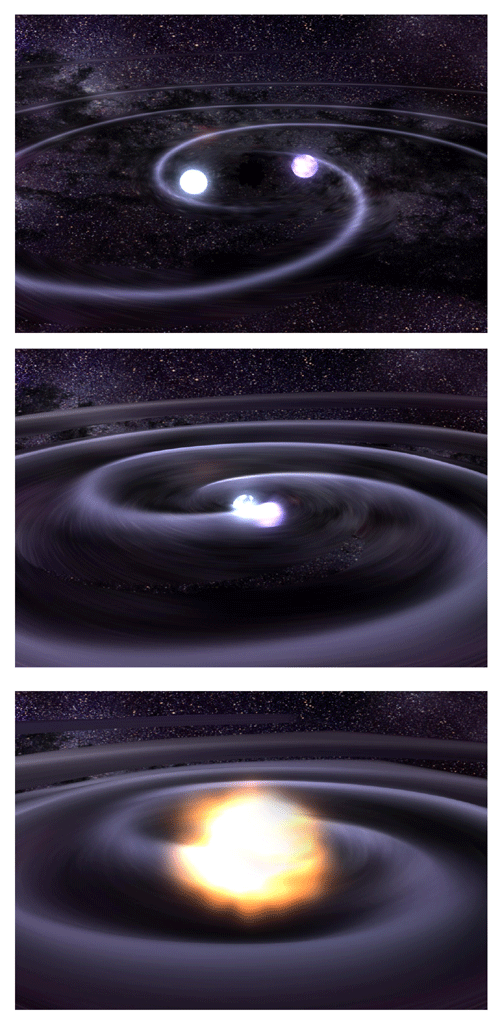
Dva vzájemně se obíhající masivní objekty produkují gravitační vlny, které se výrazně zvýší při srážce těchto objektů

Gravitační astronomie je nově vznikající obor astronomie, který má za cíl využití gravitačních vln k shromažďování pozorovacích dat o objektech jako černé díry a neutronové hvězdy, o událostech jako výbuchy supernov a o procesech probíhajících ve vesmíru krátce po jeho vzniku.
Rozvlnění prostoročasu pohybem hmotných těles předpověděl Albert Einstein v roce 1916 na základě jím předtím publikované obecné teorie relativity. Teorie gravitačních vln byla experimentálně dokázána pozorováním předpovězeného zkracování doby oběhu binárního pulsaru PSR B1913+16 objeveného v roce 1974. Einstein předpovídal, že vlny nebudou nikdy přímo detekovatelné, protože jejich projevy jsou nesmírně malé. Při některých vesmírných událostech, jako je splynutí černých děr, se však extrémní koncentrace hmoty pohybuje extrémní rychlostí a generuje relativně silné vlny. Ty jsou detekovatelné speciálními interferometrickými detektory sestrojenými na hranicích technologických možností lidstva.
Nová éra gravitační astronomie začala 11. února 2016, kdy bylo publikováno pozorování splynutí dvou černých děr na základě měření druhé generace detektorů LIGO z 15. září 2015. Další přelomová událost nastala 17. srpna 2017, kdy byla pozorována srážka neutronových hvězd současně v gravitačním i elektromagnetickém spektru.
Pozorování delších vln gravitačního spektra mají poskytnout interferometry v kosmických sondách, statistika dlouhodobých měření velkého počtu radarů a zkoumání mikrovlnného pozadí.

## Pozorování
Běžné gravitační vlny mají nízké frekvence a je proto velmi těžké je pozorovat. Proto se bylo třeba zaměřit na gravitační vlny s vysokými frekvencemi pocházející z dramatických událostí.

### Vysoké frekvence
V roce 2015 se detektory LIGO staly prvním pracovištěm, kde se podařilo přímo detekovat gravitační vlny pomocí gravitační laserové interferometrie. Obě prokázaná pozorování pocházejí se sloučení dvou černých děr s hvězdnými hmotnostmi. Tato pozorování prokázala existenci binárních systémů černých děr, dále existenci gravitačních vln a šlo také o první pozorování sloučení dvou černých děr. Tato pozorování jsou revoluční, protože umožní další pokrok ve zkoumání temné hmoty nebo raného vesmíru.
V současnosti (rok 2025) existují čtyři pracoviště detekující gravitační vlny.
- LIGO - dva detektory ve státech Washington (stát) a Louisiana, společný projekt Massachusettského technologického institutu, Kalifornského technologického institutu a vědců z LIGO Scientific Colaboration (2015)
- VIRGO - detektor nacházející se poblíž města Pisa v Itálii (2017)
- KAGRA - detektor gravitačních vln ve slavné lokalitě Kamioka v Japonsku provozovaný Tokijskou univerzitou (2020)

### Střední frekvence
V budoucnu existuje i možnost detekce zdrojů středních frekvencí za pomoci vesmírných detektorů. Evropská kosmická agentura vybrala misi Evolved Laser Interferometer Space Antenna jako svou třetí velkou misi (L3) s očekávaným startem v roce 2034. Ve fázi studií je také japonský vesmírný detektor Deci-Hertz Interferometer Gravitational wave Observatory (DECIGO).

### Nízké frekvence
K laserové interferometrii existuje alternativní způsob pozorování přes takzvané „pulsar timing array“, tedy časové pole pulsarů. Existují tři konsorcia specializující se na tento způsob detekce, evropské European Pulsar Timing Array, severoamerické NANOGrav a Parkes Pulsar Timing Array, které spolupracují jako International Pulsar Timing Array. Tyto projekty využívají současné radioteleskopy, ale pracující na frekvencích v řádu nanohertz, proto je k detekci signálů potřeba mnoho let pozorování. Citlivost detektorů se ale postupně zvyšuje.

## Vědecký potenciál

Částice, původně uspořádané do kruhu, mění při průchodu gravitačních vln svoji polohu a tím i vzájemnou vzdálenost

Astronomie se tradičně spoléhá na pozorování v elektromagnetickém záření. Nejprve se pozorovalo ve viditelném světle, později se přidaly další části elektromagnetického spektra od radiového záření až po gama záření. Každé nové frekvenční pásmo nám dalo nové okno do vesmíru a přineslo nové objevy. Gravitační astronomie nám tedy poskytuje další možnosti nových pozorování.
Pozorování gravitačních vln může doplnit informace získané jinými zdroji. Pokud budeme pozorování gravitačních vln kombinovat s použitím dalších typů astronomie, elektromagnetické nebo neutrinové, umožní nám to získat kompletnější pochopení vlastností zdroje. Gravitační vlny také můžeme použít k pozorování zdrojů v elektromagnetickém spektru neviditelných nebo obtížně detekovatelných nebo k měření jiným způsobem. Poskytují například jedinečnou metodu měření vlastností černých děr.
Gravitační vlny mohou být emitovány v mnoha typech systémů, ale k tomu, abychom je mohli zaznamenat musí být zdroj tvořen velmi hmotnými objekty s rychlostmi blížícími se rychlosti světla. Hlavním zdrojem jsou binární systémy hmotných objektů. Například:
- Těsné binární systémy v nichž kolem sebe obíhají dvě černé díry, neutronové hvězdy nebo dva bilí trpaslíci. Těsnější binární systémy vysílají signály detekovatelné pozemními detektory jako je LIGO. Naopak systémy v nichž jsou objekty od sebe více vzdáleny vytváření ideální signály pro vesmírné detektory jako je eLISA. Pozemní detektory by také mohly odhalit binární systémy obsahující složky o hmotnosti stonásobků hmotnosti Slunce.
- Obří černé díry v binárních systémech. Tyto systémy by se měly skládat z černých děr o hmotnosti desetitisíců až miliard hmotností Slunce. Obří černé díry se nacházejí v centrech galaxií. Pokud dojde ke sloučení dvou galaxií, očekává se též splynutí jejich obřích černých děr. Nejhmotnější systémy by mohly objevit detektory "Pulsars Timing Arrays", méně hmotné objekty vesmírné detektory.
- Systémy s extrémním nepoměrem hmotnosti mezi objekty. Jde například o objekty hmotnosti hvězd obíhající kolem obřích černých děr. Tyto zdroje by mohly odhalit vesmírné detektory. Pokud mají tyto objekty excentrickou dráhu, v místě největšího přiblížení dojde k silné emisi gravitačních vln. Systémy s téměř kruhovými dráhami vysílají gravitační vlny nepřetržitě. Tyto objekty lze sledovat v průběhu mnoha oběhů, lze na nich tedy zkoumat předpovědi obecné relativity.

Kromě binárních systémů existují i další možné zdroje gravitačních vln:
- Výbuchy supernov, které mohou generovat vysokofrekvenční vlny, které by mohly detekovat pozemní detektory.
- Rotující neutronové hvězdy jsou kontinuálním zdrojem vysokofrekvenčních gravitačních vln v případě, že mají axiální nesymetrii.
- Procesy v raném vesmíru jako jsou fázové přechody nebo inflace (kosmologie).
- Kosmické struny, tedy jeden z typů topologických defektů, by také mohly generovat gravitační vlny, pokud ovšem kosmické struny existují.

Gravitační vlny interagují s hmotou jen velmi slabě, což je jeden z důvodů proč je obtížné je odhalit. Mohou tedy volně cestovat po vesmíru a nejsou absorbovány nebo rozptýleny jako elektromagnetické záření. Díky gravitačním vlnám je tedy možné vidět do centra hustých systémů jako jsou jádra supernov nebo centra galaxií. Je s nimi také možné dívat se do historie vesmíru dále než vniklo reliktní záření, do doby kdy byl vesmír pro elektromagnetické záření neprůhledný, avšak gravitační vlny jím mohly volně procházet.
Schopnost gravitačních vln volně se pohybovat a prostupovat objekty také znamená, že detektory gravitačních vln pozorují celou oblohu na rozdíl od dalekohledů a elektromagnetických teleskopů, které mají jen určité zorné pole. Detektory jsou však citlivější v některých směrech, proto je výhodné mít síť detektorů.

### Kosmická inflace
Období kosmické inflace, předpokládané období exponenciálního rozpínání vesmíru by vyvolalo gravitační vlny, které by měly zanechat otisk v polarizaci reliktního záření. Z měření vzorků v reliktním záření je možné vypočítat vlastnosti gravitačních vln z raného vesmíru, o němž se můžeme takto dozvědět více informací. V tomto případě nejde o přímé pozorování, přítomnost gravitačních vln je třeba odvodit z pozorování jiných jevů.

## Rozvoj
Gravitační astronomie je mladou oblastí výzkumu, stále se tedy vyvíjí. Nicméně se očekává, že v 21. století se tento typ astronomie stane běžnou součástí astronomie.
Gravitační vlny mohou vhodně doplňovat informace získané v elektromagnetickém spektru. Na rozdíl od elektromagnetických vln nejsou ty gravitační rozptylovány a absorbovány, můžeme jimi proto vidět středy supernov, galaktická jádra a další objekty novým způsobem. Pozemní detekce gravitačních vln by nám mohla přinést nové informace o binárních systémech hmotných objektů (kandidáti na gama záblesky). Mohly by též být detekovány signály z jader supernov nebo z pravidelných signálů z neutronových hvězd. Dále by mohly být zjistitelné informace o fázových přechodech a dalších událostech v raném vesmíru. Vesmírné detektory by mohly přinést informace o binárních systémech bílých trpaslíků a slučování supermasivních černých děr a pádu objektů o velikosti jednotek až stovek hmotností Slunce do těchto obřích černých děr.